# Virslīga 1929
Devátý ročník Virslīga (Lotyšská fotbalové liga) se hrála za účastí pěti klubů.
Titul získal potřetí ve své klubové historii, obhájce minulých dvou ročníku Olimpija Liepāja.